# Baena Soares

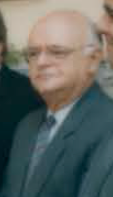
João Clemente Baena Soares (1990)

João Clemente Baena Soares (* 14. Mai 1931 in Belém, Pará; † 7. Juni 2023 in Rio de Janeiro) war ein brasilianischer Diplomat, der von 1979 bis 1984 Außenminister und zwischen 1984 und 1994 Generalsekretär der Organisation Amerikanischer Staaten (OAS) war.

## Leben

### Diplomatische Laufbahn
Baena Soares begann nach Schulbesuch 1953 ein Studium an der Ausbildungsstätte des auswärtigen Dienstes (Instituto Rio Branco) und trat nach deren Abschluss 1954 in den diplomatischen Dienst ein und wurde zunächst Mitarbeiter im UN-Sekretariat in New York City. Anschließend wurde er noch 1954 Mitarbeiter im Sekretariat der Organisation Amerikanischer Staaten OAS in Washington, D.C. sowie 1955 Dritter Sekretär an der Botschaft in Paraguay. 1957 wechselte er als Dritter Sekretär an die Botschaft in Portugal und danach am 9. Juni 1960 als Zweiter Sekretär an die Botschaft in Guatemala.
Nach seiner Rückkehr nach Brasilien wurde Baena Soares 1962 kommissarischer Leiter des Referats für Afrika im Außenministerium und dort 1963 Mitarbeiter im Kabinett des Außenministers, ehe er 1963 eine Professur für Portugiesisch am Instituto Rio Branco übernahm. Am 28. August 1964 wurde er im Range eines Ersten Sekretärs Kabinettschef im Außenministerium, 1966 Konsul in Florenz und kurz darauf ebenfalls 1966 Erster Sekretär an der Botschaft in Belgien.
1968 wechselte Baena Soares als Erster Sekretär an die Ständige Vertretung bei der UNO und wurde dort am 20. Dezember 1968 zum Botschaftsrat befördert. 1970 kehrte er nach Brasilien zurück und wurde stellvertretender Sonderberater von Staatspräsident Emílio Garrastazu Médici sowie am 31. März 1972 als solcher zum Ministerialrat Zweiter Klasse befördert. 1974 übernahm er im Außenministerium die Leitung der Abteilung für Internationale Organisationen und erhielt in dieser Funktion am 1. September 1976 seine Beförderung zum Ministerialrat Erster Klasse.
1977 übernahm Baena Soares die Funktion als Sondersekretär im Sekretariat für internationale und multilaterale politische und wirtschaftliche Angelegenheiten im Kabinett des Außenministers.

### Außenminister und Generalsekretär der OAS
Am 25. Juli 1979 wurde Baena Soares von Staatspräsident João Baptista de Oliveira Figueiredo als Nachfolger von Ramiro Saraiva Guerreiro kommissarischer Außenminister und bekleidete dieses Amt mit Unterbrechungen bis zu seiner Ablösung durch Carlos Calero Rodrigues am 6. Juni 1984. Als solcher war er 1979 auch Leiter der Delegation Brasiliens der Sonderkoordinierungskommission zwischen Brasilien und Chile sowie bei der IX. Generalversammlung der OAS. In den folgenden Jahren leitete er zahlreiche weitere Delegationen bei binationalen und multilateralen Treffen und Konferenzen.
1984 wurde er als Nachfolger von Alejandro Orfila Generalsekretär der Organisation Amerikanischer Staaten (OAS), nachdem Val McComie zwischenzeitlich kommissarischer Generalsekretär war. 1989 wurde er für eine zweite fünfjährige Amtszeit als OAS-Generalsekretär wiedergewählt. Diese Funktion bekleidete Baena Soares zehn Jahre lang bis zu seiner Ablösung durch César Gaviria Trujillo 1994 nach einer vorübergehenden kommissarischen Amtsführung durch Christopher R. Thomas.
1995 wurde Baena Soares Präsident der Fundação Alexandre de Gusmão sowie 1997 Berater sowie 1998 Präsident der Kommission für Internationales Recht der Vereinten Nationen. 2001 wurde er Dozent und Kanzler der Universidade Estácio de Sá in Rio de Janeiro sowie 2003 Präsident des Bildungsausschusses dieser Bildungseinrichtung.
Er blieb der Arbeit der OAS verbunden und agierte noch in den 2000er-Jahren als Sonderberater für Fragen Haitis.

## Ehrungen und Auszeichnungen
Baena Soares wurde mehrfach mit in- und ausländischen Orden ausgezeichnet. An inländischen Ehrungen erhielt er 1971 die Medalha Mérito Tamandaré, 1972 das Großkreuz des Ordem do Mérito do Judiciário, 1977 die Medalha do Pacificador, das Großkreuz des Ordem de Rio Branco und die Medalha do Mérito Santos-Dumont, 1978 das Großkreuz der Medalha do Mérito Mauá.
Nach seiner Ernennung zum Außenminister erhielt er 1979 das Großkreuz des Ordem do Mérito Naval, das Großkreuz des Ordem do Mérito Militar, das Großkreuz des Ordem do Mérito Aeronáutico, sowie nach seiner Wahl zum Generalsekretär der OAS 1984 den Ordem do Mérito Industrial und die Großoffizierswürde des Ordem do Mérito Grão-Pará, 1988 die Großoffizierswürde des Ordem do Mérito das Forças Armadas, 1991 die Großoffizierswürde des Ordem Nacional do Mérito.
An ausländischen Orden erhielt er unter anderem 1966 das Ritterkreuz des portugiesischen Orden des Infanten Dom Henrique, 1978 die Kommandeurswürde der französischen Ehrenlegion und das Großkreuz des portugiesischen Ordem Militar de Cristo, 1979 das Großkreuz des Ordens El Sol del Perú, 1983 das Großkreuz des spanischen Ordens de Isabel la Católica, 1984 das Großkreuz des Ordens Condor de los Andes von Bolivien, 1988 das Großkreuz des Verdienstordens von Duarte, Sanches und Mella der Dominikanischen Republik, 1993 das Großkreuz des Ordens José Dolores Estrada von Nicaragua, 1994 das Großkreuz des Nationalordens Juan Mora Fornández von Costa Rica, das Großkreuz des Ordens del Libertador von Venezuela, das Großkreuz des Ordens Francisco Morazán von El Salvador.
Des Weiteren wurde er Ehrendoktor der Université du Québec (1992), der Universidade Federal do Pará (1994), der Universidade Federal do Rio Grande do Sul (1994).

## Veröffentlichungen
- Síntese de uma gestão, Washington, D.C. 1994
- Cambio y Continuidad, Gespräche mit João Baena Soares, Harry Belevan und Nelson Mello e Souza, Mexiko-Stadt 1995
- Organismos Internacionais, Brasilía 1997
- Onde está o Secretarío-Geral, 1998
- Desenvolvimento progressivo do direito internacional e sua codificação na Comissão de Direito Internacional das Nações Unidas, Rio de Janeiro 1998
- Experiência da Secretário-Geral da OEA, Rio de Janeiro 2002
- Poder e Direito Internacional, Porto Alegre 2005